# Mazzikin
Para el personaje de Vertigo Comics, véase Mazikeen
En la mitología judía, Mazzikin (también escrito Mazzikim)  se refiere a una clase de demonios invisibles que pueden crear molestias menores o peligros mayores. El término hebreo mazzikin (מַזִּיקִין, también escrito mazzikim מַזִּיקִים), que se encuentra en el Talmud, significa "dañinos" o "aquellos que dañan". Generalmente se entiende que se refiere a demonios invisibles dañinos que una persona podría encontrar en la vida diaria. Los demonios o espíritus malignos no ocupan un lugar destacado en la religión judía, especialmente cuando los paganos los concibieron, como entidades por derecho propio. Más bien se los vio bajo el mando de Dios, quien envió su castigo a través de ellos.